# Pyracantha
Pyracantha is een geslacht uit de rozenfamilie. Een veel aangeplante soort is de vuurdoorn (Pyracantha coccinea). 

## Soorten
- Pyracantha angustifolia (Franch.) C.K.Schneid.
- Pyracantha coccinea M.Roem.– vuurdoorn
- Pyracantha crenulata (D.Don) M.Roem.
- Pyracantha densiflora T.T.Yu
- Pyracantha inermis J.E.Vidal
- Pyracantha koidzumii (Hayata) Rehder